# Bezpośrednia przemiana energii
Bezpośrednia przemiana energii – sposób przemiany różnych rodzajów energii (np. cieplnej) na energię elektryczną bez udziału czynnika pośredniego (np. para wodna) i ruchomych elementów mechanicznych takich, jak na przykład wirnik czy tłok. Bezpośrednia przemiana energii dotyczy zwłaszcza energii jądrowej (ciepła „reaktorów”, promieniowania radionuklidów).
Obecnie istnieje już kilka rodzajów urządzeń do bezpośredniej przemiany energii:
- ogniwo termoelektryczne
- ogniwo termojonowe
- generator magnetohydrodynamiczny
- ogniwo fotoelektryczne
- ogniwo paliwowe
- ogniwo jądrowe (bateria jądrowa)